# Sidi Bel Abbes Airport
Sidi Bel Abbes Airport är en flygplats i Algeriet.   Den ligger i provinsen Sidi Bel Abbès, i den norra delen av landet, 400 km sydväst om huvudstaden Alger. Sidi Bel Abbes Airport ligger 492 meter över havet.
Terrängen runt Sidi Bel Abbes Airport är platt. Runt Sidi Bel Abbes Airport är det ganska tätbefolkat, med 72 invånare per kvadratkilometer. Närmaste större samhälle är Sidi Bel Abbès, 3,8 km nordväst om Sidi Bel Abbes Airport. Trakten runt Sidi Bel Abbes Airport består till största delen av jordbruksmark.